# Padół (Kijów)

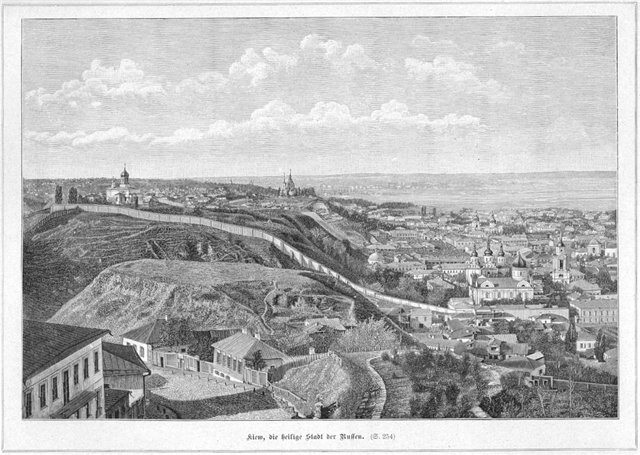
Padół – dzielnica Kijowa, po lewej stronie wzgórze Zamkowe tzw. Kisielówka (1890)

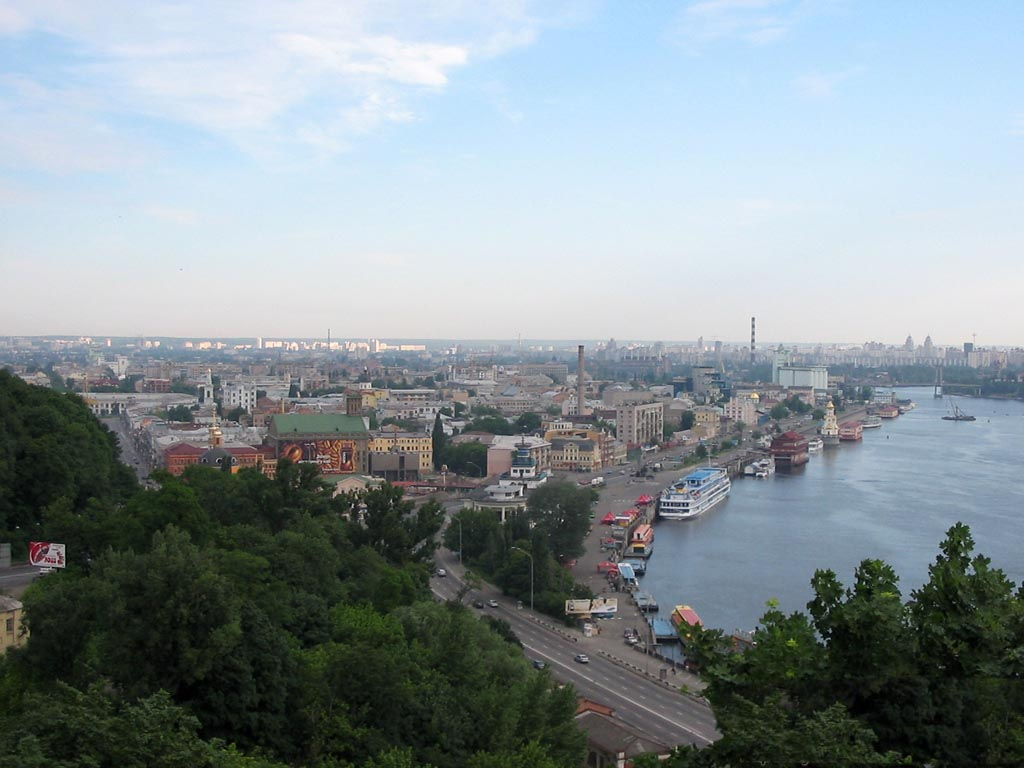
Padół – dzielnica Kijowa

Padół (także: Podole, Podolie, Podoł, ukr. Поділ)  – zabytkowa i administracyjna dzielnica Kijowa; najstarsze podgrodzie i główny ośrodek miejski Kijowa w dobie I Rzeczypospolitej.
Była to dawna rzemieślniczo-targowa dzielnica najstarszego Kijowa, ośrodek handlu i przemysłu, położony nad Dnieprem, między Miastem Górnym a Padołem znajduje się główna arteria Kijowa – Chreszczatyk. Do dziś na terenie dzielnicy zachowało się wiele zabytków architektury i pamiątek.
Obecnie na jej terenie znajduje się około 50 przedsiębiorstw.

## Podział dzielnicy
Historyczne niwy w obrębie dzielnicy Padół: Biskupie (Біскупщина), Hawana (Гавань), Płoskie (Плоське), Turiec (Турець), Czarne Błoto (Чорна Грязь), niektóre z tych nazw przetrwały w języku potocznym po dziś dzień.
- Biskupie – historyczna niwa w obrębie dzielnicy  Padół, między wzgórzem Zamkowym, Wałem Dolnym a Szczekawicą.  Nazwa Biskupie pojawiła się po raz pierwszy w roku 1604 na określenie kwartału ziemi wydzierżawionej przez Zygmunta III Wazę biskupowi Józefowi Wereszczyńskiemu z przeznaczeniem na rozbudowę klasztoru Dominikanów. W roku 1660 po wypędzeniu zakonników nazwa ta zanika. Do Biskupszczyzny przylega Targ Żytni oraz Monaster św. Flora. Zabudowa tej części dzielnicy została zniszczona w pożarze w 1811.

### Ulice
Główne ulice przebiegające przez dzielnicę to: Sahajdacznego, Konstantynowska, Nabrzeżna-Chreszczatyk, Górny i Dolny Wał.
W 2011 planowano przeprowadzenie rekonstrukcji placu Kontraktowego i ulicy Sahajdacznego  w dzielnicy Padół.

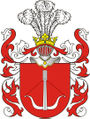
Kusza, historyczny herb Padołu

## Historia
Padół, czyli Dolne Miasto, rozwinął się u stóp zamku kijowskiego po spaleniu grodu Jarosława przez Tatarów w 1240 r. Podole Tatarzy ominęli, nie niszcząc go. Na przełomie XIII i XIV wieku dzielnica Padół stała się nowym centrum życia miejskiego nad Dnieprem, dokąd przenieśli się wszyscy rzemieślnicy i kupcy ze „Starego Miasta”, gdzie zgodnie z tradycją silne były gminy: żydowska, ormiańska, polska i niemiecka, mieszkali również przybysze z Włoch i Węgier. W okresie tym zostały odbudowane również 4 stare cerkwie. Gmina kupiecka miała stały dochód, w tym prawo poboru podatku od sprzedawanego zboża. Wykopaliska dowiodły, że w IX-X w. istniała tu produkcja wyrobów żelaznych.
Padół leżący nad brzegiem rzeki, otoczony był fosą i wałem, tworzył jak gdyby osobne miasto. Sieciech wojewoda krakowski, na naradzie wojennej przypominał zebranym rycerzom, „że są pod Kijowem, ale nie w Kijowie” i przedstawiał swój plan zdobycia miasta. Osada zamieszkana była przez obcą etnicznie ludność. Nie ulega wątpliwości, że głównym zajęciem tych grup ludnościowych zamieszkujących Padół kijowski było rzemiosło i handel.
W 1363 r. książę litewski Olgierd Giedyminowic włączył Kijów do Wielkiego Księstwa Litewskiego. Litwini wznieśli na górze Zamkowej pierwszy drewniany zamek w latach 1370–1380. W 1397 roku Kijów, a właściwie Padół, stał się siedzibą diecezji katolickiej.
Od roku 1569 do 1659 miasto było stolicą województwa kijowskiego w składzie prowincji małopolskiej.
W roku 1647 Padół mógł liczyć od 5–6 tys. mieszkańców. W tym czasie kupcy greccy z Rumelii i Karamanii mieli tu główne składy handlowe i kierowali jarmarkami po wszystkich miastach „kozackich”.
Na przełomie XVIII/XIX w. miasto nie wyglądało nazbyt imponująco, skoro jeden z kronikarzy zanotował: „Nie ma tu domów murowanych, brak porządku w budowie miasta i ładu w architekturze. Ulice nie brukowane, pokryte piaskiem. Padole, ludniejsze od innych dzielnic, nie wygląda na miasto”.
Przedmieście, które od średniowiecza było przyczółkiem chrześcijaństwa łacińskiego, a także miejscem, gdzie funkcjonowały liczne cerkwie, stało się w latach dwudziestych XX wieku dzielnicą rządzą się własnymi prawami.
W okresie stalinizacji Ukrainy zniszczeniu uległo również wiele zabytków dawnego Padołu, w tym XII-wieczna cerkiew Zaśnięcia Matki Bożej Pyrohoszczy na placu Kontraktowym. II wojna światowa przyniosła kolejne straty.

### Instytucje i organizacje
W 1494 r. za panowania Jana Olbrachta Kijów wcześniej jako gród, otrzymuje prawa miejskie. Natomiast Padół do czasu spalenia zamku kijowskiego staje się miejscem posiedzeń rady gminy miejskiej.
Od tego też czasu na Padole odnotowuje się największe jarmarki kijowskie tzw. „kreszczeńskie” – trwające od 6 stycznia przez kolejne 20 dni, wywodzące się z przywileju Zygmunta I z roku 1516. Dzielnica pieczętowała się również własnym herbem Kusza, oprócz używanego przez właściwe miasto Kijów.  Zakładane są m.in. gildie skupiające cechy szewców,  budowlanych i karczmarzy na Padole.

#### Kościół rzymskokatolicki
Po 1387 roku do miasta wrócił zakon dominikanów, którzy rozpoczęli budowę katedry katolickiej na Padole.
Na granicy dzielnicy Padół i Obołoni (Błonia) za bramą Szczekawicką (tzw. kwartał gminy kupieckiej, przy bramie lackiej)  znajdował się średniowieczny drewniany kościół i klasztor pw. Najświętszej Maryi Panny. Przy klasztorze tym mieściła się również szkoła założona przez św. Jacka dla łacińskich katolików.  W XVI w. bp kijowski Józef Wereszczyński wzniesie tu nową drewnianą katedrę w jurydyce zwanej Biskupie. W tym czasie katedra kanoników nie miała żadnych, a Kijów sam ma budynki drewniane, otaczają go nie mury ale wały.
W roku 1614 biskup Kazimirski wybudował murowaną rzymskokatolicką katedrę pw. św. Zofii, przy której misję prowadzili dominikanie przy klasztorze pw. św. Jacka.

#### Dom kontraktowy
Od roku 1797 główne centrum działalności handlowej mieściło się w tej dzielnicy w Domu Kontraktowym.  W podolskim domu kontraktowym znajdowały się liczne stoiska polskich kupców z Kijowa, Warszawy i innych miast. Największym wzięciem z oferowanych towarów cieszyły się wyroby galanteryjne. Słynne „kontrakty” przeniesione do Kijowa z Dubna musiały przykuć uwagę także Balzaka. W ciągu 15-20 dni jarmarku kontraktowego w Kijowie, dokąd zjeżdżają się ze wszystkich stron Rosji – tyle ruchu, spraw, zabaw, że nie sposób. Od samego początku „kontrakty” związane są z jarmarkiem handlu zbożowego, od końca XIX w. cukrowego.  Z biegiem czasu kontrakty kijowskie zlewają się z dawnym jarmarkiem.  Dom kontraktowy bywał także ośrodkiem życia towarzyskiego — odwiedzili go Adam Mickiewicz, Aleksander Puszkin, Honoré de Balzac i Taras Szewczenko. Odbywały się tu przedstawienia teatralne i koncerty, występowali tutaj m.in. Ferenc Liszt i Henryk Wieniawski.

### Pożar dzielnicy
W 1811 roku wybuchł na Padole pożar, który strawił większą część tej dzielnicy. Po pożarze zmieniono całą strukturę przestrzenną luźno powiązanych ze sobą oddzielnych części starego Kijowa poprzez połączenie ich ze sobą  nowo wybudowaną arterią, drogą Chreszczatyk. W miejscu  starej rzemieślniczej i  kupieckiej dzielnicy powstał duży rosyjski dom handlowy „Gostinyj Dwor”, wybudowany w latach 1812–1828, a jego pobliżu stanął główny gmach otwartego w 1834 roku Uniwersytetu Świętego Włodzimierza.

### Populacja
Od początku XIX w. Padół był największym skupiskiem ludności Kijowa, w tym też okresie Kijów i Padół były już praktycznie synonimami.
| wiek     | Stary Kijów (szacunki) | Padół (szacunki) |
| -------- | ---------------------- | ---------------- |
| IX w.    | 8 tys.                 | 1 tys.           |
| X w.     | 15 tys.                | 2 tys.           |
| XI w.    | 25 tys.                | 3 tys.           |
| XIII w.  | 10 tys.                | 3 tys.           |
| XIV w.   | 6 tys.                 | 3 tys.           |
| XV w.    | 4 tys.                 | 4 tys.           |
| XVI w.   | 2 tys.                 | 5 tys.           |
| XVII w.  | 1 tys.                 | 6 tys.           |
| XVIII w. | 1,5 tys.               | 8 tys.           |
|          |                        | Dane             |

## Turystyka
Najważniejsze atrakcje turystyczne obejmują w szczególności: monaster florowski, Akademię Mohylańską, dom Iwana Mazepy, dom Piotra Wielkiego, fontannę Samsona, wzgórze Zamkowe (Kisielówka), ulicę Andrijiwśkyj uzwiz, port kijowski nad Dnieprem, kolejkę wąskotorową (funikuler), plac Pocztowy, plac Kontraktowy z odbudowaną cerkwią Zaśnięcia Matki Bożej, muzeum M. Bułhakowa oraz liczne galerie obrazów, miejsca spotkań artystów, literatów i twórców ludowych.
Dzielnica jako centrum administracyjne została założona w roku 1921.

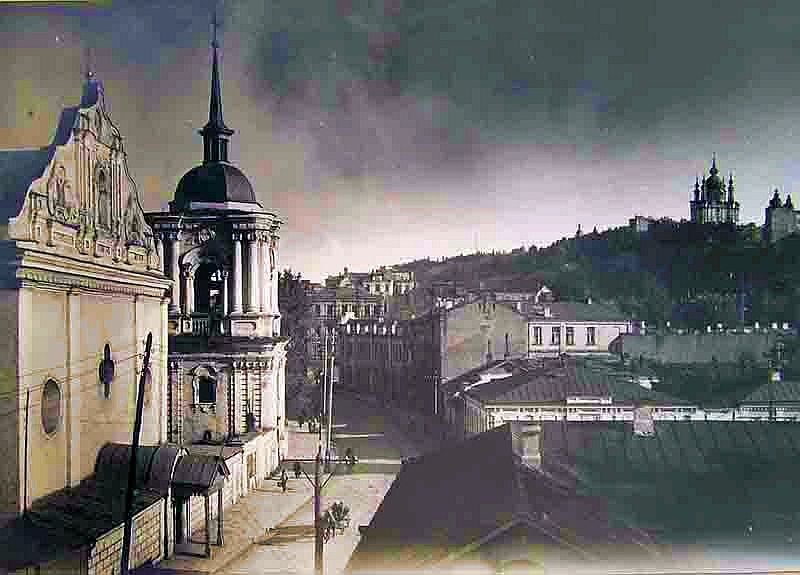
Cerkiew prawosławna pw. św. Piotra i Pawła, do 1724 rzymskokatolicka katedra pw. św. Zofii w Kijowie, przy ulicy Florowskiej na Podolu (po lewej stronie, stan z roku 1890), w tle Stare Miasto na Wzgórzu Zamkowym z widoczną cerkwią św. Andrzeja i Soborem pw. św. Zofii w dzielnicy Szewczeko, dawn. Sofijewka.

## Mieszkańcy
- Bolesław Leśmian – mieszkał na Padole razem z rodzicami, w Kijowie ukończył prawo na Uniwersytecie Świętego Włodzimierza.